# Jan Ullrich
Jan Ullrich (Rostock, 2 de desembre de 1973) és un ciclista professional alemany, especialista en contra-rellotge i guanyador del Tour de França en una ocasió.

## Història
Va debutar professionalment l'any 1994. Es va donar a conèixer al Tour de França de 1996, on finalitzà segon per darrere del seu company d'equip Bjarne Riis. L'any següent va vèncer la prova i fins a l'any 2005 ha estat un total de cinc cops segon a la classificació final de la ronda francesa (1996, 1998, 2000, 2001, 2003), un cop tercer (2005) i un quart (2004). A més el seu brillant palmarès compta amb una Volta a Espanya (1999), dos campionats del món contra-rellotge i dues medalles (or i plata) als Jocs Olímpics del 2000 de Sydney.
L'any 2002 va donar positiu en un control antidòping a causa de la ingestió d'amfetamines, que va prendre durant una festa nocturna. El seu caràcter difícil i inconstant, han portat a qüestionar la seva professionalitat, essent acusat sovint de no dur una bona preparació física i de tenir hàbits poc saludables en vers l'esport. És un dels ciclistes implicats en el cas Operació Port. Tot i això, el seu brillant palmarès el converteixen en un dels millors ciclistes del món de la dècada 1995-2005. A començament de 2007 anuncia la seva decisió de retirar-se del ciclisme professional.
A principis de 2012 el Tribunal d'Arbitratge de l'Esport va sancionar el ciclista amb l'anul·lació dels resultats de l'1 de maig de 2005 a l'1 de maig de 2007 a conseqüència de les investigacions de l'Operació Port.

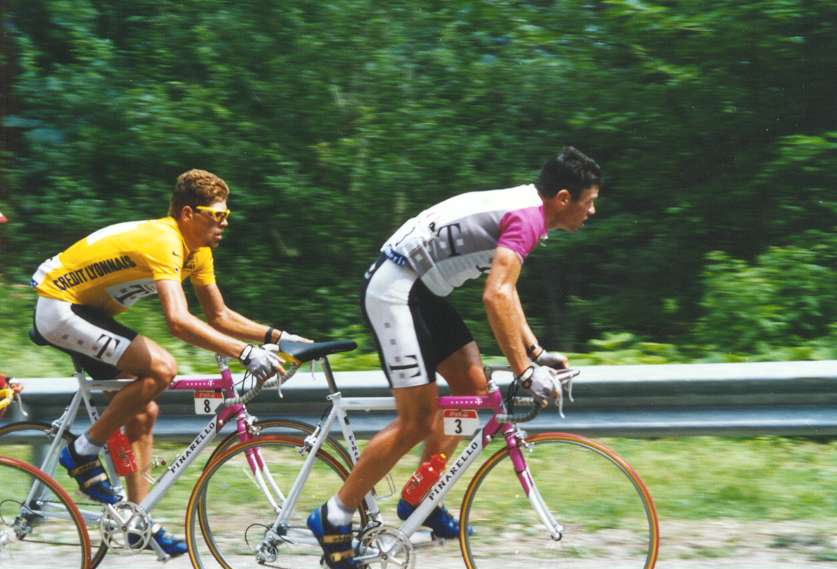
Jan Ullrich i Udo Bölts al Tour de França de 1997

## Palmarès
- 1993
  -  Campió del món en ruta amateur
  - 1r al Tour de Bohèmia
  - Vencedor d'una etapa del Regio-Tour
  - Vencedor d'una etapa a la Volta a Bèlgica amateur
- 1995
  -  Campió d'Alemanya de contra-rellotge
- 1996
  - 1r al Regio-Tour i vencedor d'una etapa
  - Vencedor d'una etapa del Tour de França i  1r de la Classificació dels joves
- 1997
  -  1r al Tour de França, vencedor de 2 etapes i  1r de la Classificació dels joves
  -  Campió d'Alemanya en ruta
  - 1r a la HEW Cyclassics
  - 1r a la LuK Cup
  - Vencedor d'una etapa a la Volta a Suïssa
  - Bicicleta d'or
- 1998
  - 1r a la Volta a Nuremberg
  - Vencedor de 3 etapes al Tour de França i  1r de la Classificació dels joves
  - 1r al Sparkassen Giro Bochum
  - 1r a la Rund um Berlin
- 1999
  -  1r a la Volta a Espanya i vencedor de 2 etapes
  -  Campió del Món en contrarellotge
- 2000
  -  Medalla d'or als Jocs Olímpics de Sydney en ruta
  -  Medalla de plata als Jocs Olímpics de Sydney en Contrarellotge
  - 1r a la Coppa Agostoni
- 2001
  -  Campió del Món en contrarellotge
  -  Campió d'Alemanya en ruta
  - 1r al Giro d'Emilia
  - Vencedor d'una etapa a la Volta a Hessen
  - Vencedor d'una etapa al Giro de la Província de Lucca
- 2003
  - 1r a la Volta a Colònia
  - Vencedor d'una etapa al Tour de França
- 2004
  - 1r a la Volta a Suïssa i vencedor de 2 etapes
  - 1r a la Coppa Sabatini

### Resultats al Giro d'Itàlia
- 2001. 52è de la classificació general
- 2006. Abandona (19a etapa). Vencedor d'una etapa

### Resultats al Tour de França
- 1996. 2n de la classificació general. Vencedor d'una etapa.  1r de la Classificació dels joves
- 1997.  1r de la classificació general. Vencedor de 2 etapes.  1r de la Classificació dels joves
- 1998. 2n de la classificació general. Vencedor de 3 etapes.  1r de la Classificació dels joves
- 2000. 2n de la classificació general
- 2001. 2n de la classificació general
- 2003. 2n de la classificació general. Vencedor d'una etapa
- 2004. 4t de la classificació general
- 2005. 3r de la classificació general

### Resultats a la Volta a Espanya
- 1995. Abandona
- 1999.  1r de la classificació general. Vencedor de 2 etapes
- 2000. Abandona (13a etapa)